# La Chapelle-Faucher
La Chapelle-Faucher település Franciaországban, Dordogne megyében. Lakosainak száma 386 fő (2022. január 1.). La Chapelle-Faucher Villars, Champagnac-de-Belair, Condat-sur-Trincou, Brantôme en Périgord, Saint-Front-d’Alemps, Saint-Pierre-de-Côle és Brantôme-en-Périgord községekkel határos.

## Népesség
A település népességének változása:
| Lakosok száma | 477  | 445  | 398  | 372  | 411  | 422  | 414  | 395  | 395  | 386  |
|               | 1968 | 1982 | 1990 | 2006 | 2013 | 2015 | 2017 | 2019 | 2020 | 2022 |